# Blackguard (Album)
Blackguard ist das zweite Studioalbum der deutschen Elektronik-Band Amnistia. Es wurde in den Kzwo Labs in Leipzig aufgenommen und produziert.

## Titelliste
1. Init2 – 0:39
2. Emulate – 6:32
3. Anger Management – 5:39
4. Blackguard – 4:59
5. Komplex – 4:31
6. Creed – 5:53
7. Fractured – 4:56
8. Zu Staub – 5:30
9. Menacing – 4:46
10. Outrage – 4:10
11. Cold – 4:11  The Cure Coverversion
12. Our Darkest Path – 5:26
13. Scars (Not Just Words) – 9:18

## Wiederveröffentlichung
Am 27. Oktober 2008 erschien Blackguard in Lizenz beim russischen Label Gravitator Records mit identischer Titelliste.